# Julie Berthier
Pour les articles homonymes, voir Berthier.
Julie Berthier, née le 14 mars 1994, est une nageuse française. Elle nage pour le club de Mulhouse ON.
Elle est sacrée championne de France en 2015 et en 2016 sur 1 500 mètres nage libre.

## Championnat de France

### Petit bassin
| Édition          | Épreuve          | Épreuve              | Épreuve               | Épreuve | Épreuve | Épreuve |
| Édition          | 400 m 4 nages    | 800 m nage libre     | 1 500 m nage libre    |         |         |         |
| Angers 2011      | -                | 21e 9 min 06 s 96    | -                     |         |         |         |
| Angers 2012      | 4e 4 min 49 s 40 | 6e 8 min 41 s 69     | 4e 16 min 44 s 15     |         |         |         |
| Dijon 2013       | 5e 4 min 47 s 60 | 5e 8 min 39 s 24     | 4e 16 min 24 s 71     |         |         |         |
| Montpellier 2014 | -                | 4e 4 min 49 s 40     | Bronze 16 min 20 s 87 |         |         |         |
| Angers 2015      | 4e 4 min 48 s 38 | 10e 8 min 40 s 64    | 4e 16 min 22 s 23     |         |         |         |
| Angers 2016      | -                | Bronze 8 min 37 s 11 | Bronze 16 min 28 s 68 |         |         |         |
| Montpellier 2017 | -                | 4e 8 min 34 s 80     | Bronze 16 min 13 s 62 |         |         |         |